# جغرافيا جزر المالديف
| \| \|                           |                     |
| القارة                          | آسيا                |
| المنطقة                         | جنوب آسيا           |
| إحداثيات جغرافية                | 3°15′N 73°00′E      |
| المساحة                         | 298 كم² (206)       |
| الشريط الساحلي                  | 644 كم              |
| الحدود الأرضية                  |                     |
| الدول المجاورة وطول الحدود معها |                     |
| أعلى نقطة                       | 2,4 متر             |
| أدنى نقطة                       | 0 متر المحيط الهندي |
| فرق التوقيت                     |                     |
|                                 |                     |

جغرافيا جزر المالديف تقع جزر المالديف في جنوب آسيا في المحيط الهندي، جنوب وجنوب غرب الهند. أكبر جزيرة من جزر المالديف هي غان، التي تنتمي إلى جزيرة لامو أو جزر المالديف Hahdhummathi.

## المناخ
تتراوح درجة الحرارة في جزر المالديف ما بين 24-33 درجة مئوية (75،2-91،4 درجة فهرنهايت) على مدار السنة. الرطوبة عالية نسبيًأ. موسم الجفاف مُرتبط بالرياح الموسمية الشمالية الشرقية في فصل الشتاء. معدل سقوط الأمطار السنوي 2,540 ملليمتر (100 بوصة) في الشمال و 3,810 ملليمتر (150 بوصة) في الجنوب.

## المساحة والحدود

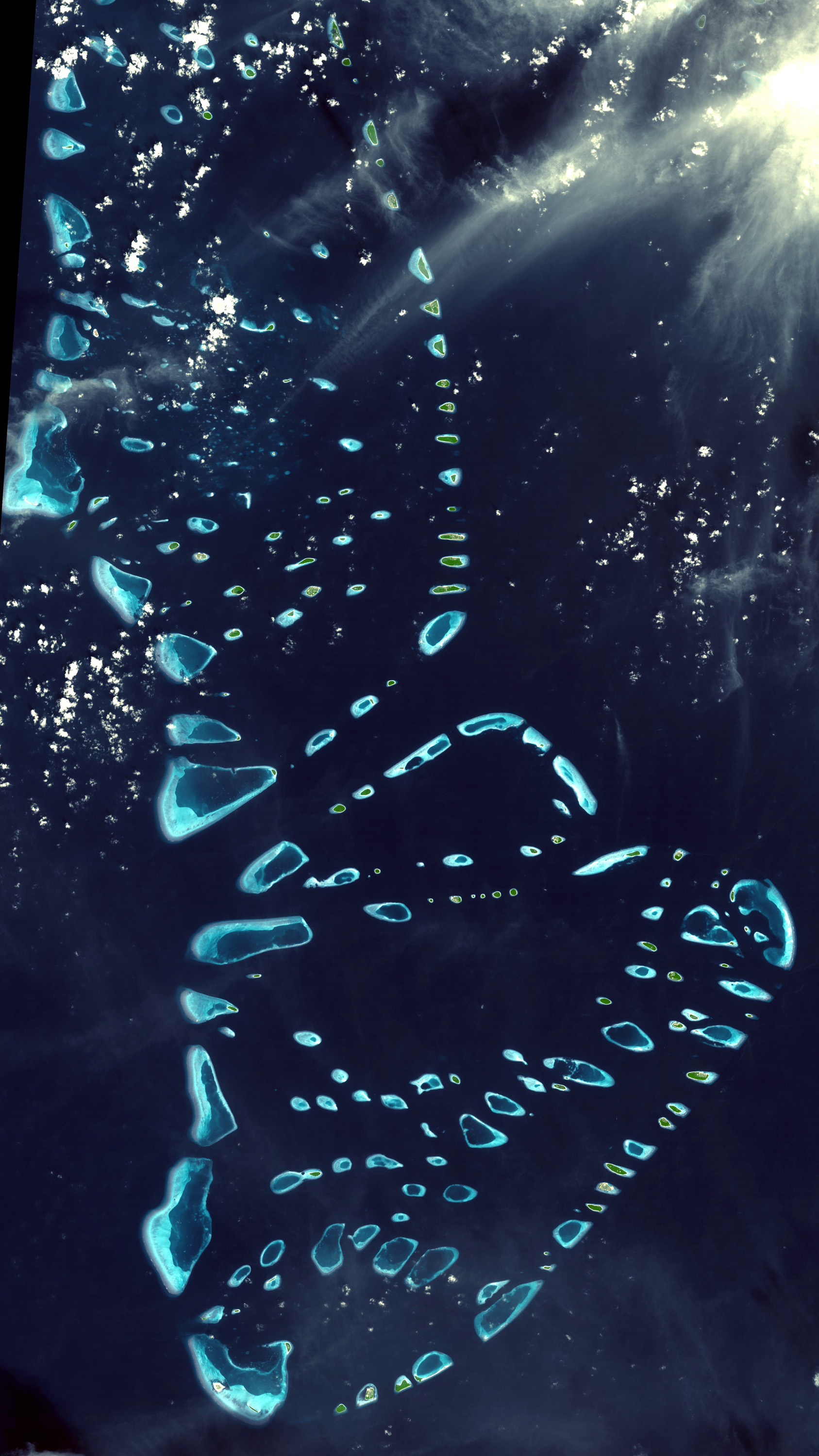
North Miladhun madulu atoll, Maldives

المساحة:

الإجمالية:
300 كم²

اليابسة:
300 كم²

المياه:
0 كم²
الشريط الساحلي:
644 كم
الارتفاعات:

أدنى نقطة:
المحيط الهندي 0 متر

أعلى نقطة:
2,4 متر

## الثروات واستخدام الأراضي
الثروات الطبيعية:
السمك
الأراضي المستخدمة:

الأراضي الصالحة للزراعة:
13.33%

محاصيل دائمة:
30%

المراعي الدائمة:
3%

غابات وغابات حرجية:
3%

أخرى:
51% (1993)
الأراضي المروية:
غير متاحة

## وصلات خارجية
- Map of the أتول با
- صور ساتلية للأتولات نسخة محفوظة 23 ديسمبر 2010 على موقع واي باك مشين.
- خرائط جزر المالديف
- الموقع على الخارطة